# Trimurti
 Denne artikel bør gennemlæses af en person med fagkendskab for at sikre den faglige korrekthed.

Trimurti består af tre af hinduismens guder. Brahma, Shiva, og Vishnu ji. Man sætter ji efter personens, eller gudens navn, for at vise respekt.
Vishnu ji er den mægtigste gud. Det var pga. ham Trimurti opstod. Brahma ji, og Shiva ji, er født ud af Vishnu ji's navle.
Man siger, at de tre guder skal tage sig af menneskene. Brahma ji skal føde/lave mennesket. Vishnu ji skal tage sig af mennesket. Det er ham, der skal passe på os gennem livet. Shiva ji skal bestemme, hvornår livet ender. Så han bestemmer, hvornår det er tid til at dø.